# Лакенбах
Лаккенбах (нім. Lackenbach) — ярмаркова громада округу Оберпуллендорф у землі Бургенланд, Австрія.
Лаккенбах лежить на висоті 313 м над рівнем моря і займає площу 18,1 км². Громада налічує 1149 мешканців.
Густота населення 63/км².
|                                    |
| Лаккенбах на мапі округу та землі. |

 Адреса управління громади: Postgasse 6, 7322 Lackenbach.

## Демографія
Історична динаміка населення міста за даними сайту Statistik Austria

## Галерея

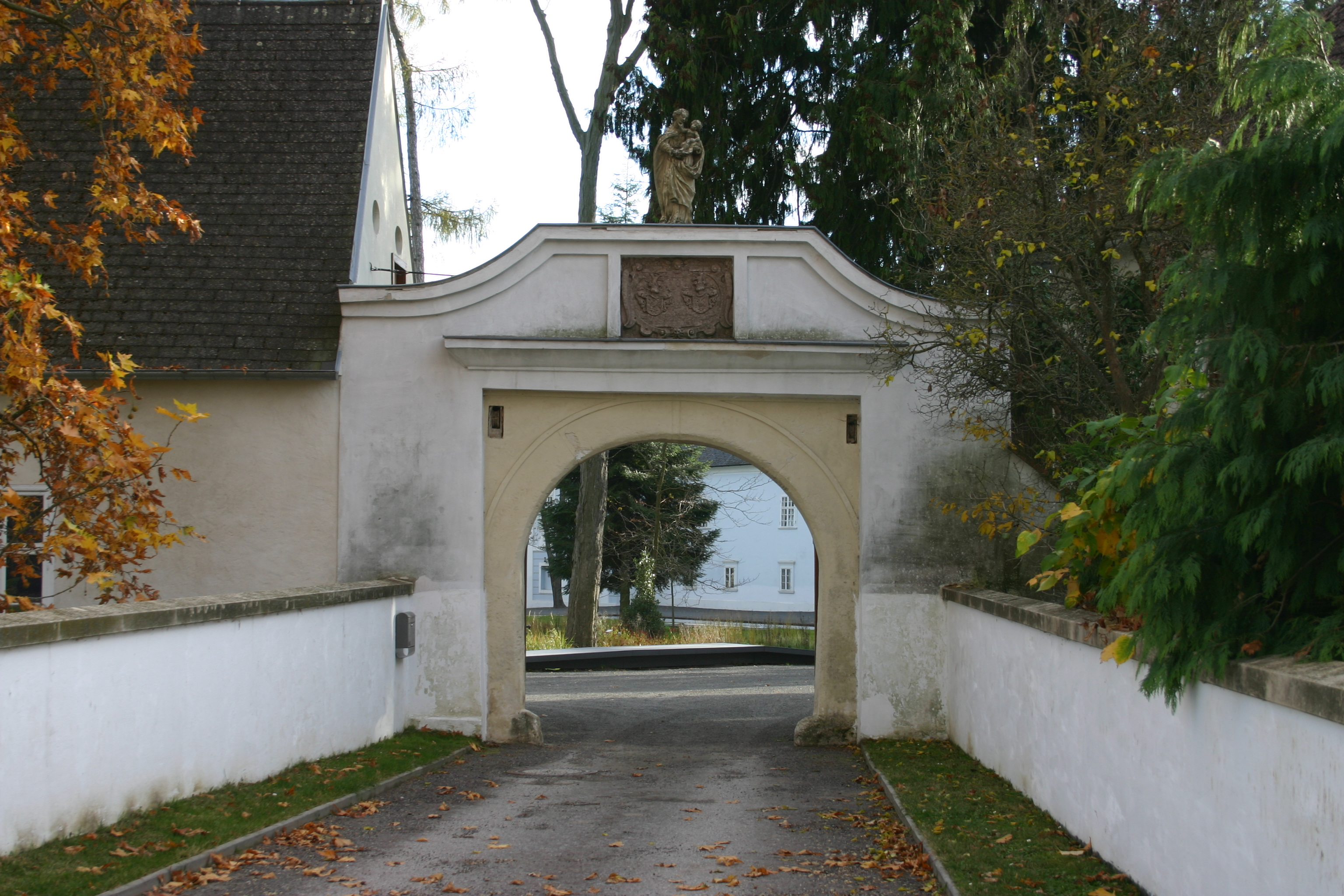
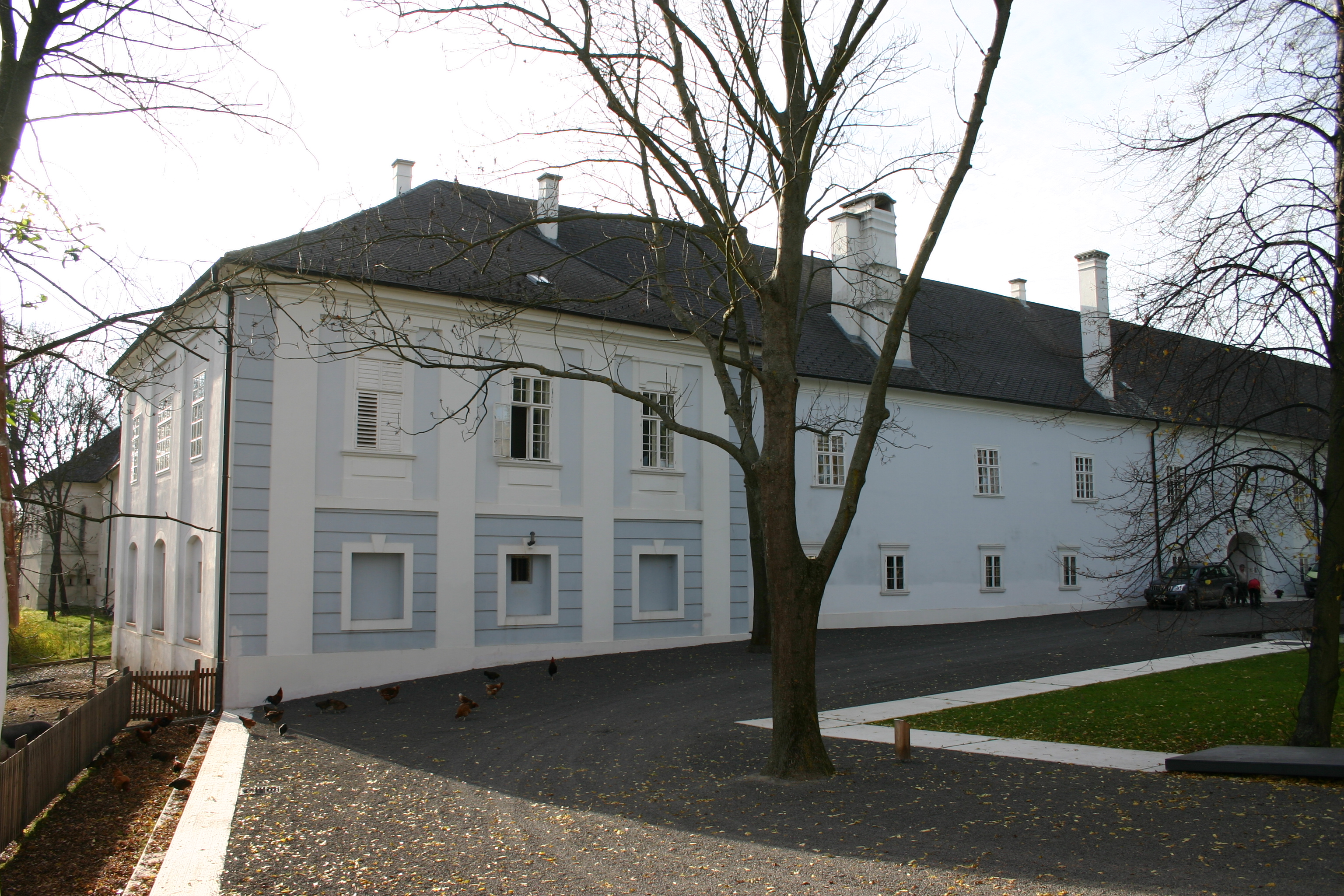
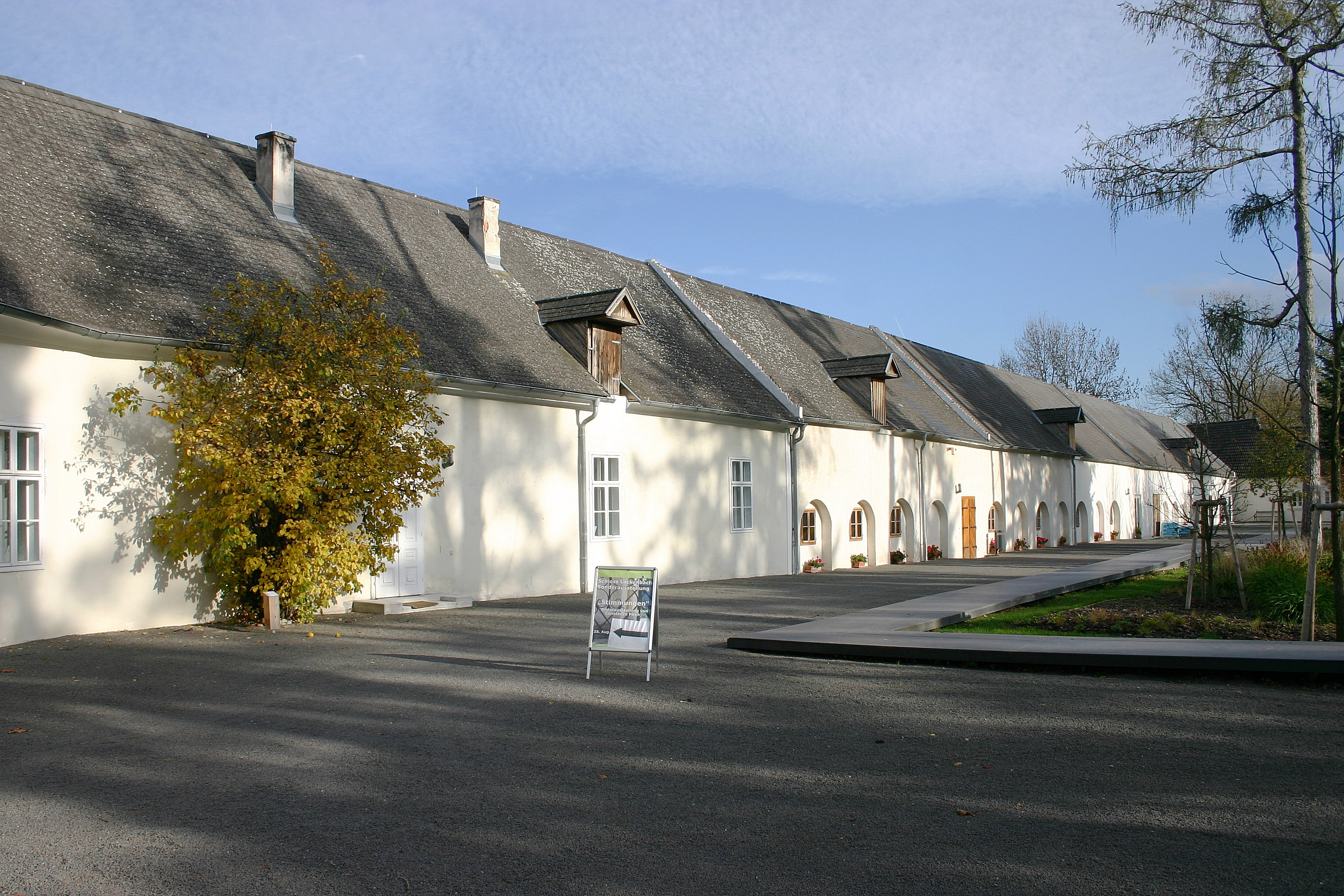
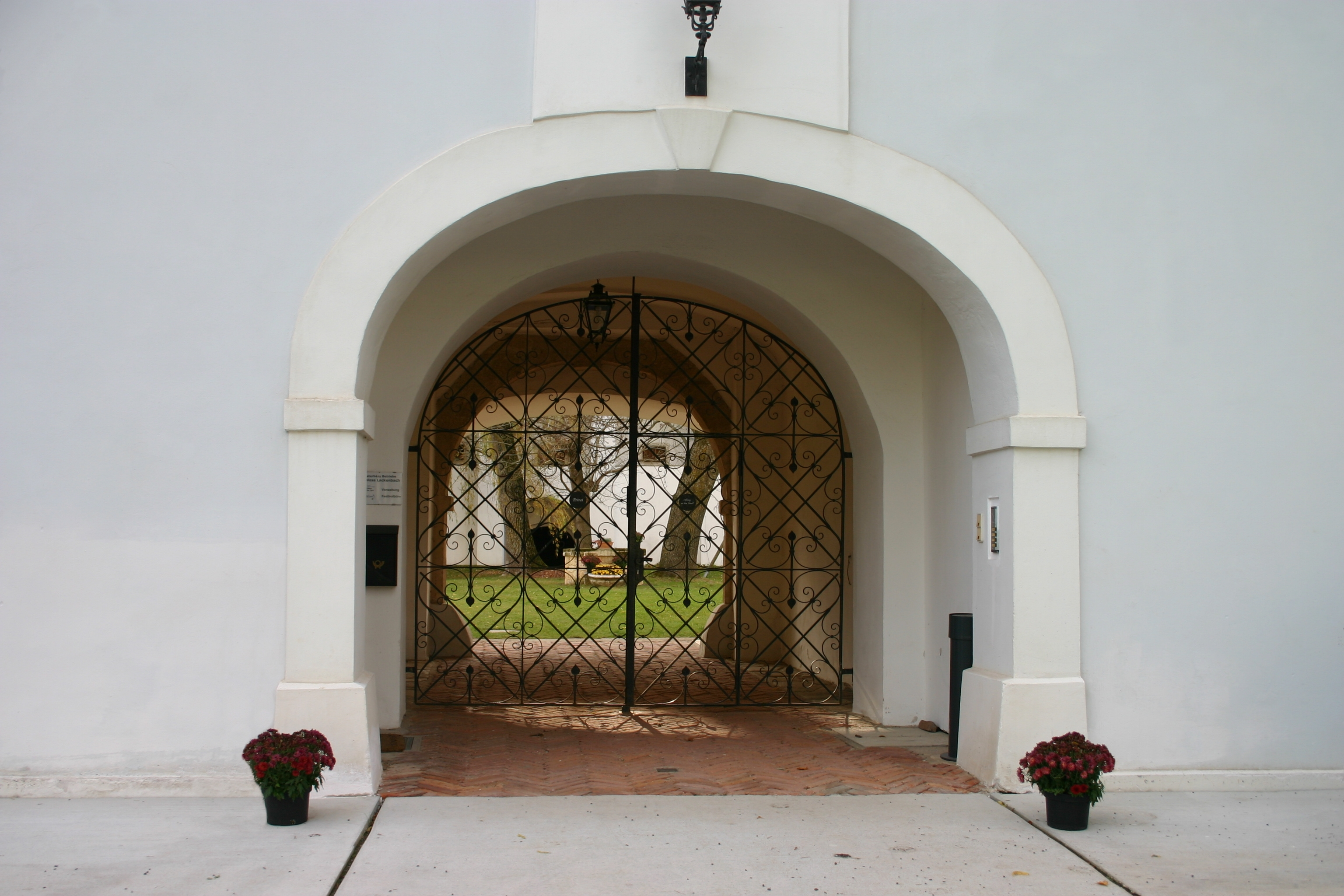
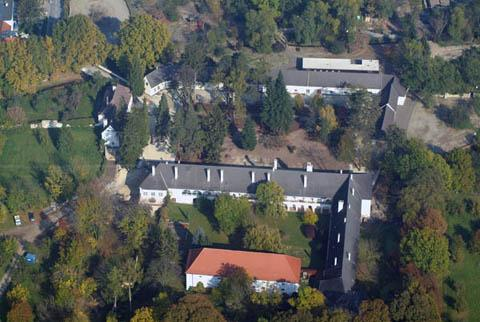
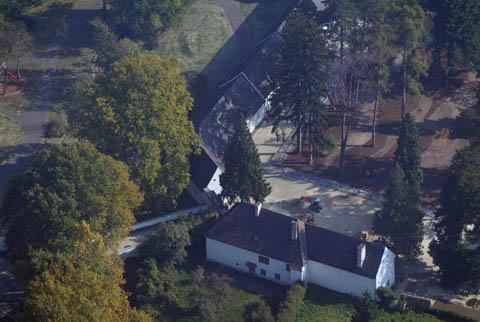
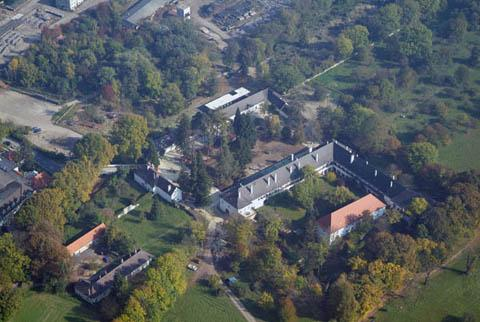
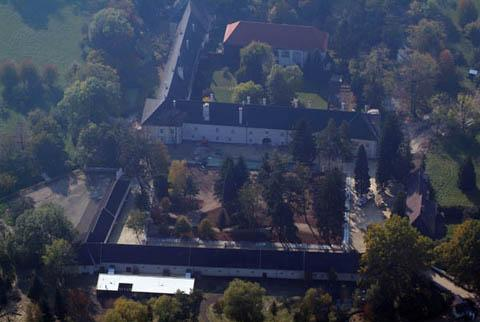
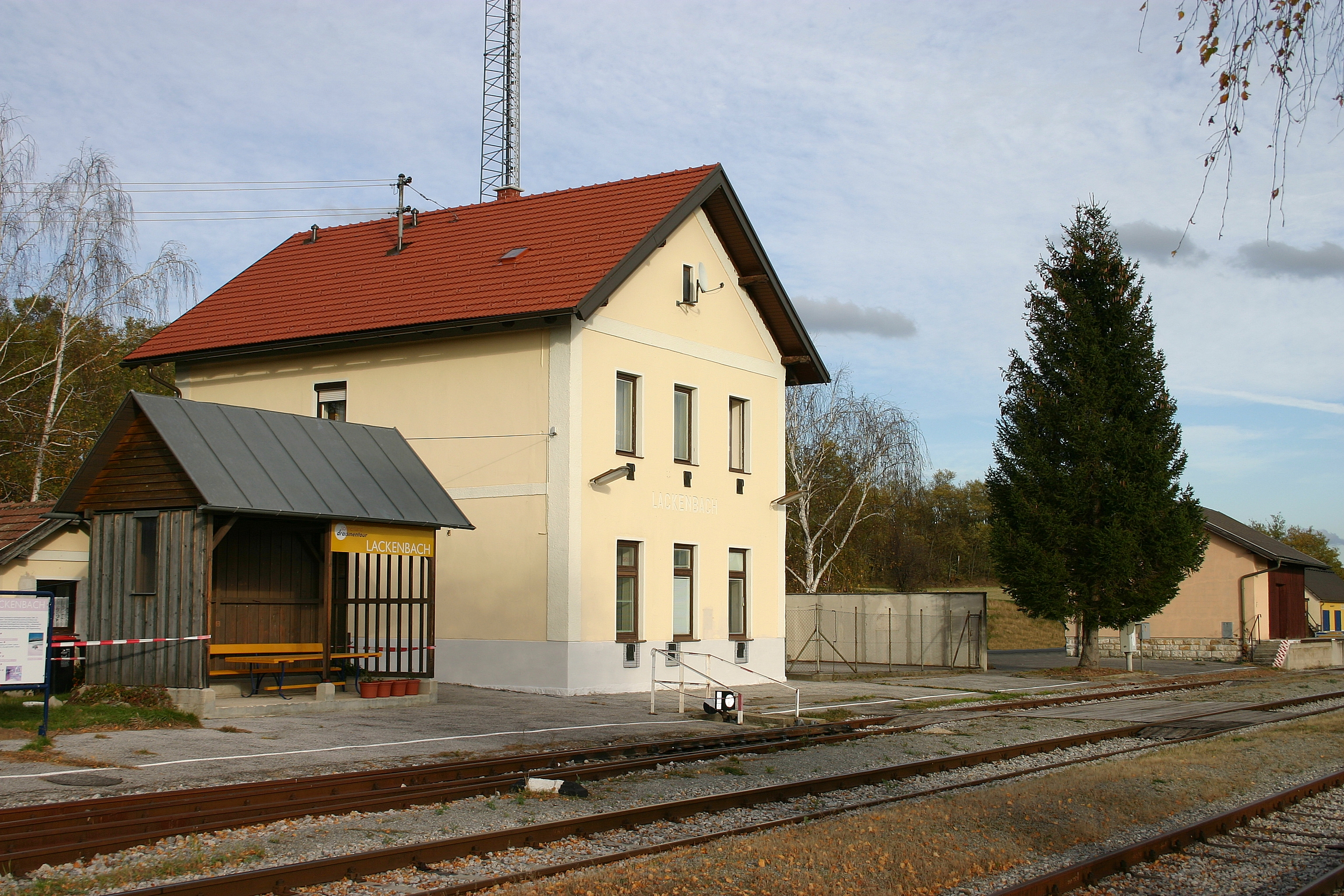
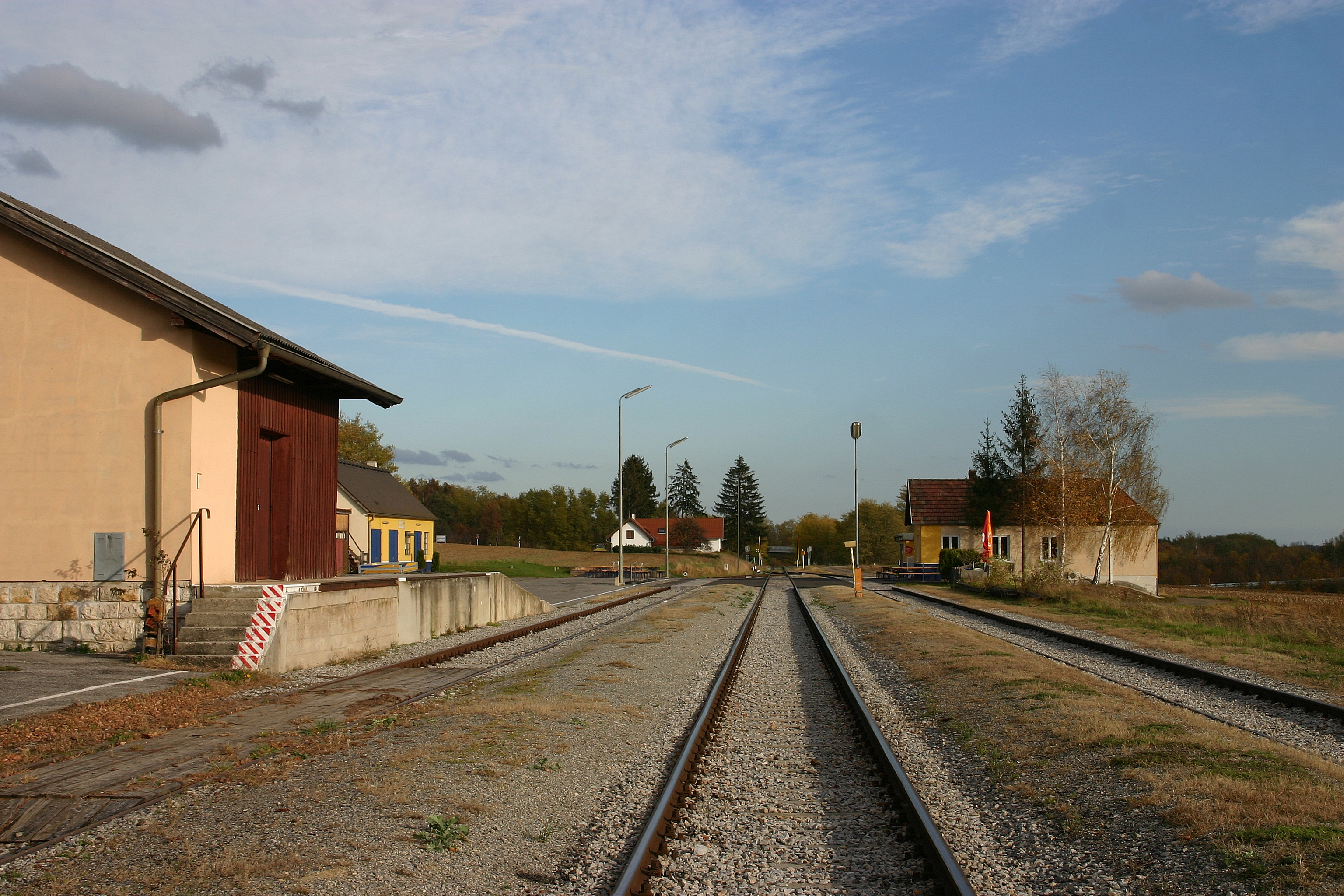
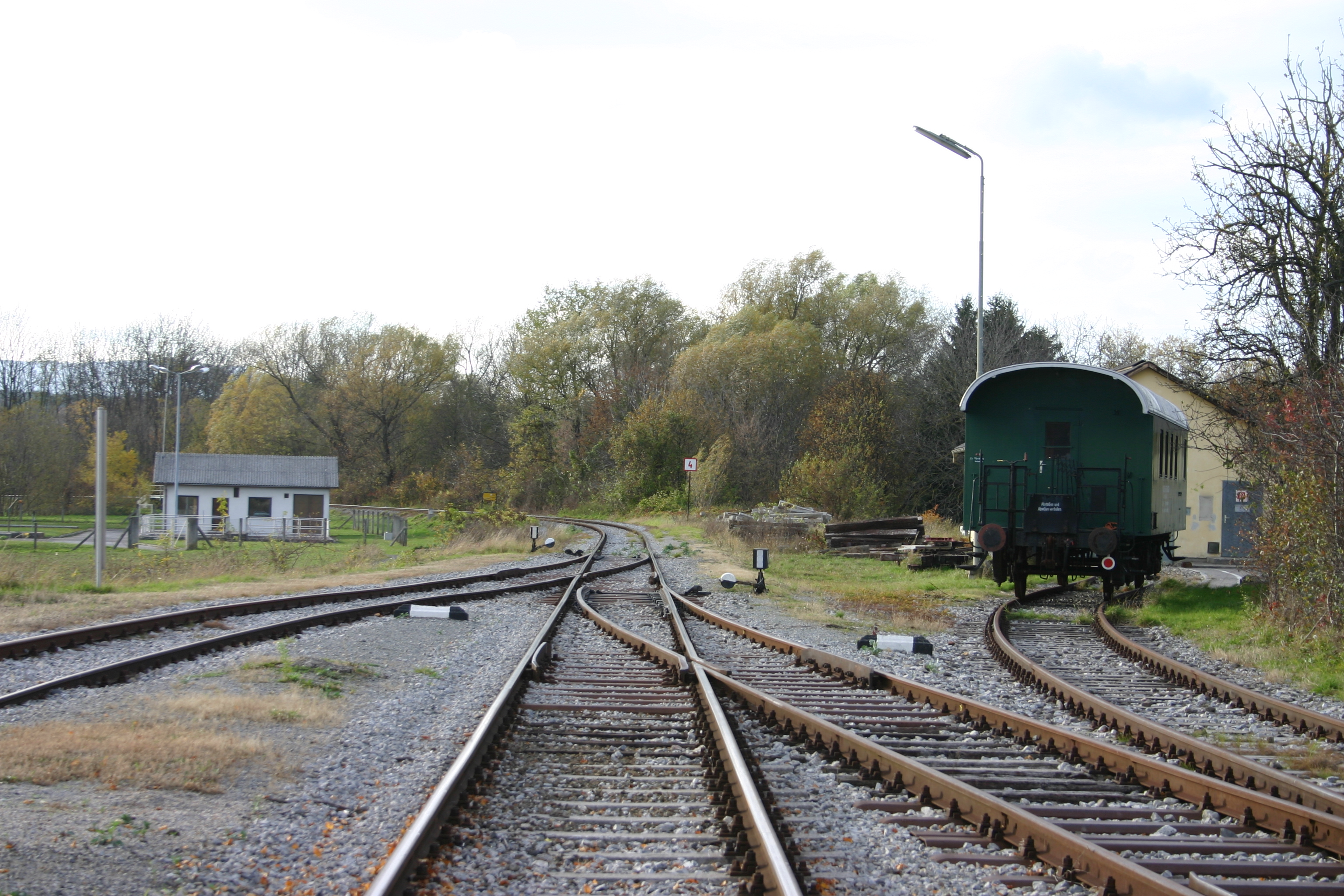

## Виноски
1. ↑  Dauersiedlungsraum der Gemeinden Politischen Bezirke und Bundesländer - Gebietsstand 1.1.2018 — Статистичне управління Австрії.
2. ↑  Einwohnerzahl 1.1.2018 nach Gemeinden mit Status, Gebietsstand 1.1.2018 — Статистичне управління Австрії.
3. ↑  www.gemeinde-lackenbach.at. Архів оригіналу за 3 серпня 2013. Процитовано 9 листопада 2013.
4. ↑  Gemeindedaten von Lackenbach. Архів оригіналу за 29 вересня 2007. Процитовано 9 листопада 2013.
5. ↑  Permalink Österreichischer Bibliothekenverbund
6. ↑  Permalink Österreichischer Bibliothekenverbund
7. ↑  Permalink Österreichischer Bibliothekenverbund
8. ↑  Permalink Österreichischer Bibliothekenverbund

| Австрія | Це незавершена стаття з географії Австрії. Ви можете допомогти проєкту, виправивши або дописавши її. |